# Monte Darwin
 Il monte Darwin, spesso confuso con il monte Shipton, è la seconda vetta per altezza della Terra del Fuoco. Situata nella Cordillera Darwin, il segmento più meridionale della cordigliera andina, misura 2438 m; amministrativamente appartiene al Cile, trovandosi nella regione di Magellano e dell'Antartide Cilena.

## Geografia
Il monte Darwin si trova nella parte centrale della Cordillera Darwin, di cui costituisce con il monte Shipton uno dei due massimi picchi. La catena montuosa è coperta in questa zona da un esteso ghiacciaio.

## Storia
Il monte fu avvistato dall'equipaggio del brigantino HMS Beagle durante la navigazione nelle acque della Terra del Fuoco. A seguito di un episodio nel quale Charles Darwin, imbarcato sulla nave, riuscì a salvare le scialuppe da una serie di onde che avrebbero potuto spazzarle via, il capitano Robert FitzRoy decise di chiamare “Canale Darwin” il braccio di mare dove avvenne il fatto, e “Monte Darwin” la cima più alta visibile dalle imbarcazioni.
Il monte fu considerato a lungo il più alto della Cordillera Darwin, e fu riconosciuto anche dal geografo ed esploratore italiano Alberto Maria De Agostini, che lo inserì nella mappa disegnata sulla base delle proprie osservazioni. Nel 1962, l'alpinista britannico Eric Shipton scalò il punto geograficamente più alto della Terra del Fuoco, allora innominato, decidendo di chiamare anch'esso “Monte Darwin”; il fatto generò una notevole confusione tra le due diverse vette.
Nel 1970 la montagna più bassa fu scalata da una spedizione neozelandese composta da M. Andrews, N. Banks, M. Taylor, P. Radcliffe, P. James, N. Bennett e R. Heffernan; i primi salitori proposero di mantenere il nome dato da FitzRoy alla montagna, cambiando invece quello della cima più alta in “Monte Shipton”. La proposta fu ripresa dal figlio di Shipton e accettata dalle autorità geografiche cilene nel 2002.